# Bernard de Bonnard
Pour les articles homonymes, voir Bonnard.
Bernard de Bonnard, dit le chevalier de Bonnard, né à Semur-en-Auxois le 22 octobre 1744 et mort dans la même ville le 13 septembre 1784, est un poète français.

## Biographie
Bonnard reçut d'abord les leçons de l'instituteur de sa ville natale puis fut envoyé au collège de Jésuites de Dijon. Élève d'un disciple du célèbre grammairien Du Marsais, il parlait un français très pur et élégant. C'était un jeune homme sérieux, séduisant et sensible, d'un caractère dévoué et loyal. Il tomba amoureux, à l'âge de quinze ans, d'une cousine, mais les deux familles s'opposèrent à cette liaison ce qui le meurtrit profondément.
Après avoir terminé ses études, Bonnard étudia le droit, comme le souhaitait sa mère, mais celle-ci ne tarda pas à mourir et Bonnard renonça à cette étude qui l'ennuyait pour entrer dans l'armée. Il servit dans l'artillerie avec le grade de capitaine et se montra un excellent officier. 
Recommandé par Buffon et le maréchal de Maillebois, il fut nommé, en décembre 1777, sous-gouverneur des enfants du duc de Chartres, la comtesse de Genlis ayant obtenu qu'il ne fût pas nommé de gouverneur. Il fut présenté au duc par le comte de Thiard, premier écuyer du duc d'Orléans, ami du père de Bonnard et qui s'était occupé de son éducation après la disparition prématurée de ce dernier.
Sur la foi de sa nouvelle qualité, il fut nommé colonel en 1780 et chevalier de Saint-Louis en 1783.
La comtesse de Genlis ne tarda pas à manœuvrer pour l'évincer. Bonnard avait eu le tort de prendre ses fonctions au sérieux et de croire qu'il y avait été nommé pour son mérite, sans réaliser qu'il n'était là que par une intrigue de la comtesse qui entendait le manipuler comme un pantin. Elle parvint à ses fins et obtint son éviction en 1782. Bonnard, qui s'était marié en 1780 avec Anne Charlotte Sophie Silvestre, se retira à Semur. Il y mourut la même année en soignant son fils Augustin-Henri, atteint de la petite vérole. 
« On cite de lui un trait qui fait honneur à sa délicatesse. Une tante l’avait institué son légataire universel : "Ma tante, dit-il, a oublié que nous sommes trois frères", et il n’accepta que le tiers de l’héritage. »
Son fils Augustin-Henri (1781-1857) fit une carrière brillante dans le corps des ingénieurs des mines.

## Œuvres
L'épreuve sentimentale subie à quinze ans donne à la poésie de Bonnard un caractère propre au XVIIIe siècle : à la différence de celle de ses amis Bertin, Dorat ou Pezay, elle n'est jamais libertine et se veut au contraire grave et élégiaque. On peut citer parmi ses poésies l' Épître à M. de Boufflers et l'Épître à un ami revenant de l'armée. Elles ont été publiées par Sautereau de Marsy en 1791 (1 vol. in-8º).

## Sources
- Les papiers personnels de Bernard de Bonnard et de sa famille sont conservés aux Archives nationales sous la cote 352AP[4].